# 古墳島田

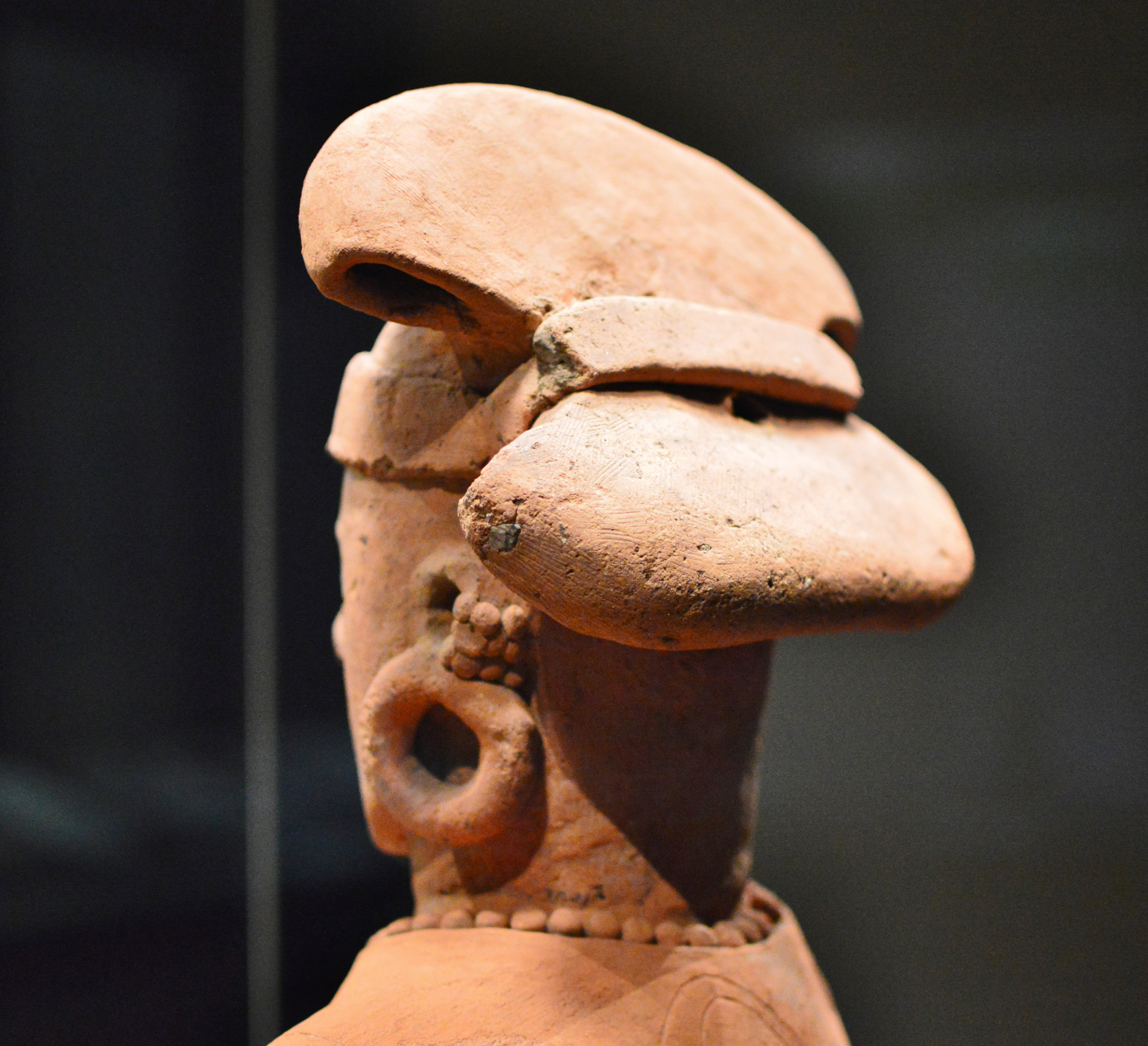
埴輪 盛装女子の島田髷
（東京国立博物館展示）

古墳島田（こふんしまだ）は古墳時代の女性の髪形。
後世の島田髷に結い方が似るところから島田と呼ばれているが、島田髷が登場するのは江戸時代前期であり時代が大きくかけ離れている。
古墳時代の女性型埴輪にこの髪形の例が見える。
これまでの研究では島田髷を結う女性埴輪は巫女と考えられていたが、女性埴輪全般に見られる髪型であることから、近年は「単に女性を示しており、巫女などといった特別視をするべきではない」という考え方が主流である。

## 特徴
非常にシンプルな髪形で、日本の結髪の元祖がこの古墳島田と思われる。
髷の作り方は近世の島田髷とまったく同じで、髪を後頭部でひとつに束ねて毛先を内側に折り返し、髷の中ほどを紐で縛って固定する。
後世の島田髷と異なる古墳島田の特徴は、髷の前方が額より前に出て庇のようになっている所である。（島田髷では髷の前方が頭頂部あたりに位置する）
また髷の前後を扇のように広げて、髷全体を上から見ると砂時計のような形に整形するところも独特である。
髪飾りはつけないが埴輪を見ると髷に蔓や細帯を巻きつけているものもある。